# بوکهورن (پنسیلوانیا)
بوکهورن (به انگلیسی: Buckhorn) یک منطقهٔ مسکونی در ایالات متحده آمریکا است که در شهرستان کلمبیا، پنسیلوانیا واقع شده‌است. بوکهورن ۱٫۷۵ کیلومتر مربع مساحت و ۳۱۸ نفر جمعیت دارد و ۱۸۳٫۴۹ متر بالاتر از سطح دریا واقع شده‌است.